# Perizentrisches Objektiv
Perizentrische Objektive (peri- griechisch: περί- "ringsum") sind spezielle Objektive in der Messtechnik. Im Gegensatz zu herkömmlichen (entozentrischen, aus griechisch entós »innerhalb«) Objektiven ist der gegenstandsseitige Strahlengang nicht divergent, sondern konvergent. Dadurch ist es möglich, Objekte durch ein Objektiv aus mehreren Richtungen gleichzeitig zu beobachten.

ento-, tele, perizentrische Beleuchtung/Beobachtung

Gegenstandsseitig telezentrische Objektive (tele- griechisch: τηλε = fern) stellen den Grenzfall zwischen herkömmlichen Objektiven (gegenstandsseitig divergent) und perizentrische Objektive (gegenstandsseitig konvergent) dar. Die erforderliche Größe der Frontlinse ist noch größer als bei telezentrischen Objektiven, das heißt deutlich größer als die Gegenstandsgröße. Der abgebildete Bildwinkel des Gegenstands ist größer als 180° und erreicht in der Praxis Werte bis etwa 300°. Nicht zu verwechseln sind diese Objektive mit
Weitwinkelobjektiven oder Fisheye-Objektiven.
Häufig werden diese Objektive als katadioptrisches System aufgebaut.